# Erik Mellbin
Erik Hugo Mellbin (Göteborg, 30 de juny de 1901 - Göteborg, 30 d'octubre de 1955) va ser un regatista suec que va competir a començaments del segle xx.
El 1920 va prendre part en els Jocs Olímpics d'Anvers, on va guanyar la medalla de plata en la categoria de 40 m² del programa de vela. Mellbin navegà a bord del Elsie junt a Gustaf Svensson, Ragnar Svensson i Percy Almstedt.